# دریاچه ماناس
دریاچه ماناس (انگلیسی: Manas Lake) یک دریاچه در شهرستان خودمختار خوبوگسار مغول استان سین‌کیانگ کشور چین است.